# تاتئویک قاپلانیان
تاتئویک هراچیایی قاپلانیان (ارمنی: Տաթևիկ Հրաչյայի Ղափլանյան؛  ۱۹ ژوئن ۱۹۵۲ – ۲۲ دسامبر ۲۰۱۰) یک بازیگر اهل ارمنستان بود. وی بین سال‌های - تا - میلادی فعالیت می‌کرد.

## زندگی‌نامه
وی در ۱۹ ژوئن ۱۹۵۲ در ایروان از والدینی به نام‌های هراچیا قاپلانیان به دنیا آمد . وی همسر آرمن خاندیکیان بود. وی در تئاتر نمایشی هراچیا غاپلانیان فعالیت می‌کرد. وی همچنین برندهٔ جوایزی همچون هنرمند شایسته ارمنستان شوروی (۱۹۸۷) شده‌است. وی در ۲۲ دسامبر ۲۰۱۰ در سن ۵۸ سالگی در لس آنجلس، کالیفرنیا درگذشت و در ایروان به خاک سپرده شد.